# Kortkuiftiran
De kortkuiftiran (Myiarchus ferox) is een zangvogel uit de familie Tyrannidae (tirannen).

## Verspreiding en leefgebied
Deze soort komt wijdverspreid voor in Zuid-Amerika en telt drie ondersoorten:
- M. f. brunnescens: noordoostelijk Colombia en zuidwestelijk Venezuela.
- M. f. ferox: het Amazonebekken.
- M. f. australis: van oostelijk Bolivia tot centraal en zuidelijk Brazilië, Paraguay, Uruguay en noordelijk Argentinië.